# Каменки (Винницкая область)
Каменки (укр. Кам'янки) — село на Украине, находится в Тепликском районе Винницкой области.
Код КОАТУУ — 0523786202. Население по переписи 2022 года составляет 100 человек. Почтовый индекс — 23851. Телефонный код — 4353.
Занимает площадь 0,139 км².

## Адрес местного совета
23851, Винницкая область, Теплицкий р-н, с. Росоша, ул. Молодёжная, 3